# Czapla śniada
Czapla śniada (Egretta caerulea) – gatunek ptaka z rodziny czaplowatych (Ardeidae). Występuje w przymorskich i słodkowodnych mokradłach, bagnach Ameryki Północnej i Południowej. Nie jest zagrożony.

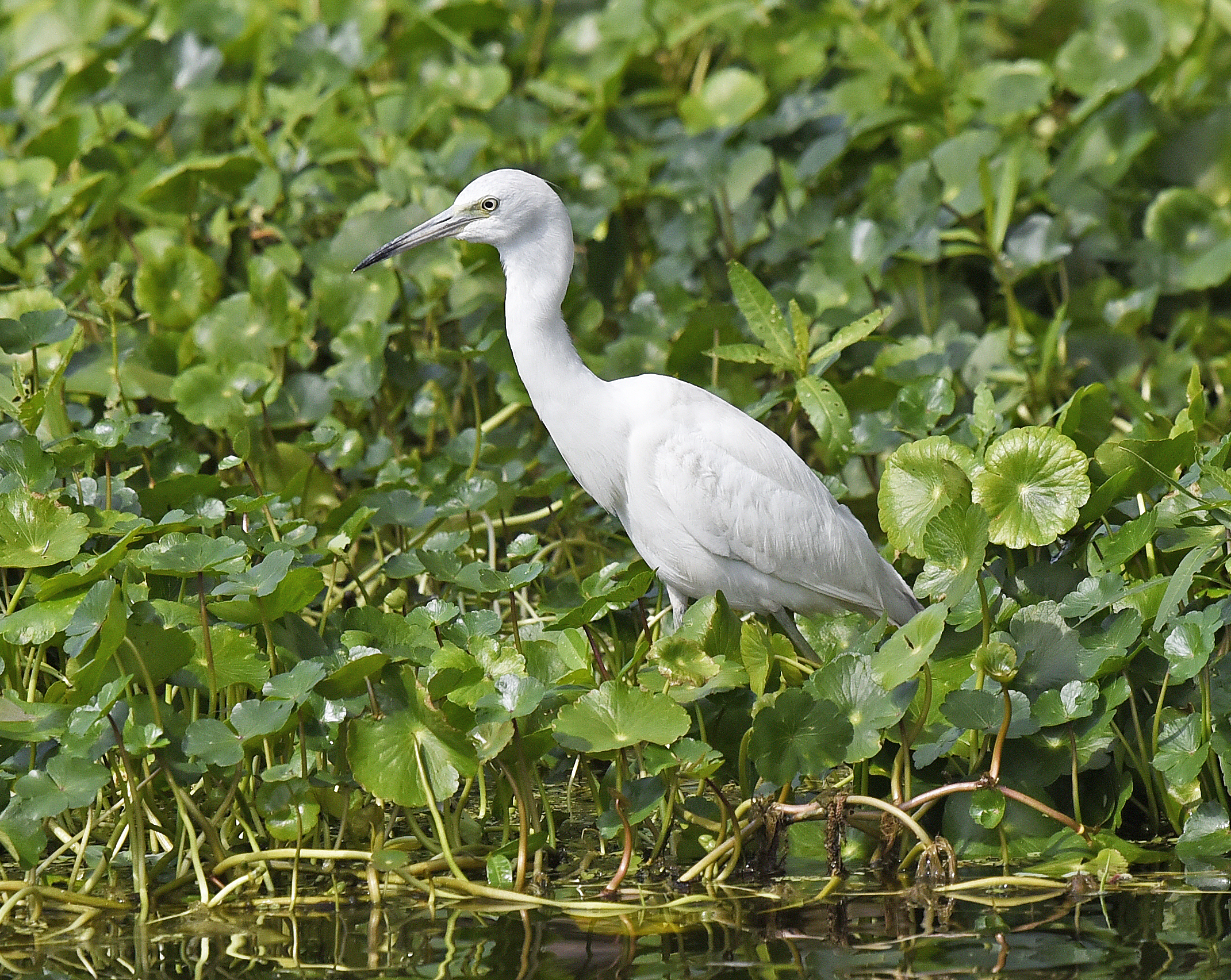
Osobnik młodociany

SystematykaGatunek ten po raz pierwszy zgodnie z zasadami nazewnictwa binominalnego opisał w 1758 roku Karol Linneusz w 10. edycji Systema Naturae. Autor nadał gatunkowi nazwę Ardea caerulea (używaną wcześniej przez niektórych autorów, w tym Catesby’ego), a jako miejsce typowe wskazał Amerykę Północną; później uściślono, że chodziło o stan Karolina Południowa. Gatunek ten bywał wydzielany do monotypowego rodzaju Florida, ale obecnie umieszczany jest w rodzaju Egretta. Nie wyróżnia się podgatunków.
MorfologiaDługość ciała 56–74 cm, rozpiętość skrzydeł 100–105 cm. Masa ciała: samce 364,0 ±47,1 g (n=11), samice średnio 315,0 g (n=8).
Brak dymorfizmu płciowego w upierzeniu. Pióra ciemnoszaroniebieskie, głowa i szyja ciemnokasztanowate. Dziób niebieskawy z czarną końcówką. Tęczówki żółte. Osobniki młodociane są białe, dziób mają biały z czarną końcówką.
WystępowaniePtak ten występuje w USA od Massachusetts po Florydę i dalej po wschodni Meksyk i Karaiby, ponadto od południowej części Zatoki Kalifornijskiej przez Amerykę Centralną do północnej połowy Ameryki Południowej – na południe do Peru, Boliwii i południowej Brazylii. Populacje z północy zasięgu są wędrowne.
StatusMiędzynarodowa Unia Ochrony Przyrody (IUCN) uznaje czaplę śniadą za gatunek najmniejszej troski (LC – Least Concern). Trend liczebności jest spadkowy, choć u niektórych populacji nie jest on znany.